# Joachim Auth

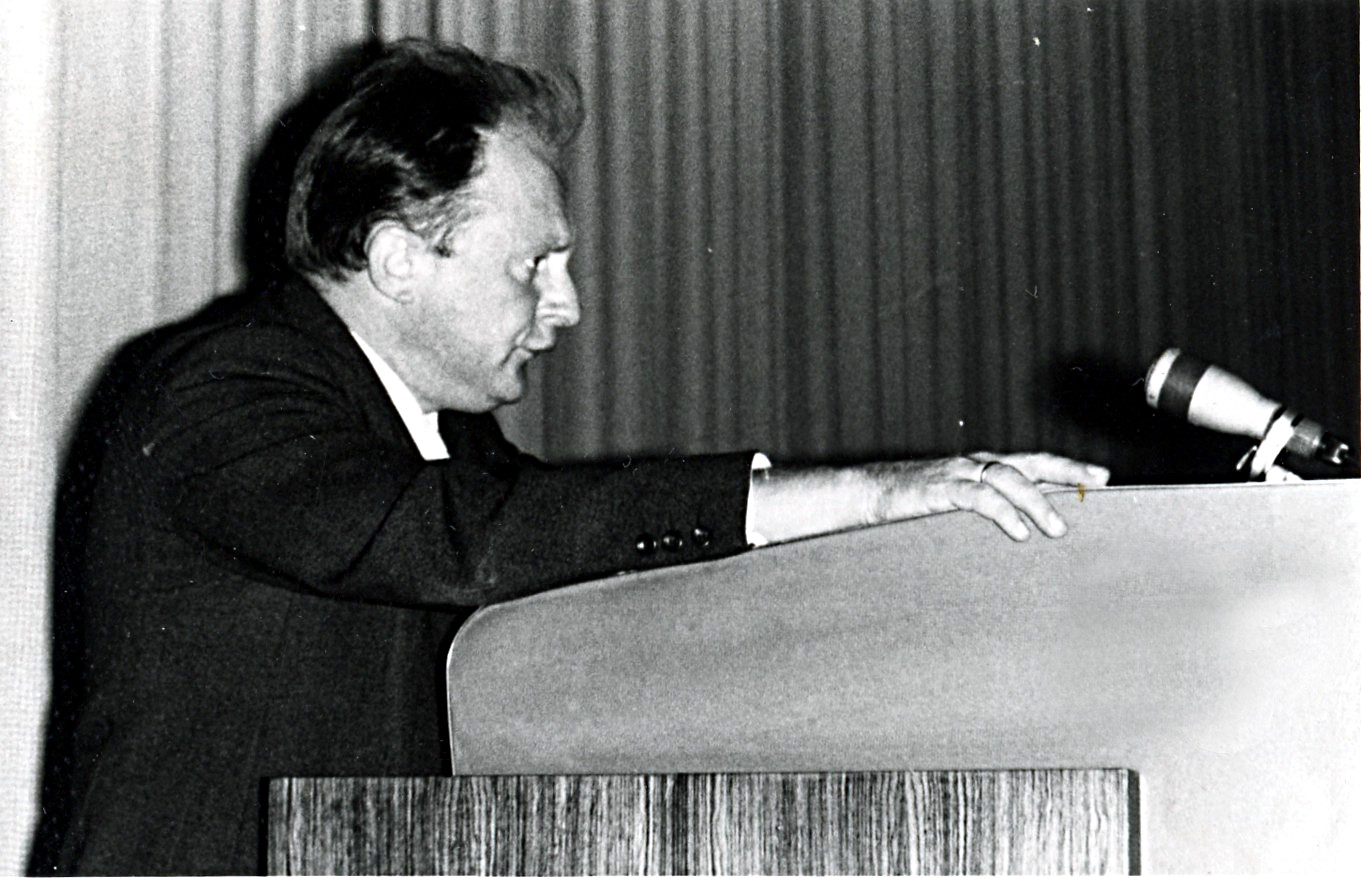
Vorlesung in der Humboldt-Universität zu Berlin, 1967

Joachim Auth (* 22. Mai 1930 in Lieberose; † 14. März 2011 in Ludwigsfelde) war ein deutscher Physiker, Vorsitzender der Physikalischen Gesellschaft der DDR und Hochschullehrer, auf das Gebiet Halbleitertechnologie und Festkörperphysik spezialisiert.

## Leben
Joachim Auth wurde als Sohn eines Handelsvertreters in Lieberose geboren, wo seine Großmutter Ida-Luise Auth als Heimatdichterin bekannt war und sein Großvater als Stadtkämmerer arbeitete.
In Cottbus besuchte er die Oberschule und begann um 1950 in der Sowjetunion ein Physikstudium, das er 1955 an der Humboldt-Universität Berlin abschloss. Anschließend arbeitete Auth als wissenschaftlicher Assistent am II. Physikalischen Institut der Universität. 1960 wurde er promoviert und 1966 habilitiert. 1955 war Auth in die SED eingetreten. 1960 übernahm er die Leitung der Entwicklungsabteilung für den Bereich Dioden im Werk für Fernsehelektronik in Berlin-Oberschöneweide. Von 1964 bis 1967 war er wissenschaftlicher Direktor im Halbleiterwerk in Frankfurt (Oder) und wurde 1967 Professor für Experimentalphysik. Nachdem Robert Rompe als Direktor des früheren II. Physikalischen Instituts der Humboldt-Universität 1968 in den Ruhestand gegangen war, übernahm Joachim Auth die Leitung dieser Forschungseinrichtung und lehrte Halbleiterphysik. Die Forschungsergebnisse lieferten Grundlagen für die Entwicklung der Mikroelektronik in der DDR. Im Rahmen der Umstrukturierung der Humboldt-Universität wurde Auth Bereichsleiter an der Sektion Physik.
Im Jahr 1965 berief ihn die DDR-Regierung als Mitglied des Forschungsrats, als Vorsitzender des Nationalkomitees für Physik und Mitglied des Rats für das Hoch- und Fachschulwesen der DDR. Von 1966 bis 1975 war Auth Mitglied der Halbleiterkommission der International Union of Pure and Applied Physics. Von 1969 bis 1992 war er ordentliches Mitglied der Akademie der Wissenschaften der DDR.
1974 wurde er zum Prorektor für Naturwissenschaften und Technik der Humboldt-Universität Berlin berufen. 
Im Ergebnis der deutschen Wiedervereinigung wurden zahlreiche wissenschaftliche Einrichtungen der DDR geschlossen und Joachim Auth gab 1990 alle seine Ämter auf. In der Physikalischen Gesellschaft, deren Vorsitz er von 1988 bis 1990 innehatte, engagierte er sich weiterhin ehrenamtlich und trat mit zahlreichen Würdigungen anderer Wissenschaftler hervor, unter anderem Gustav Magnus, Robert Rompe, Hans-Jürgen Treder.
Die Arbeitsgebiete Auths umfassten die Festkörperphysik, Halbleiterphysik und -technik, besonders fotoelektrische Erscheinungen und Halbleiterstrahlungsempfänger. Er publizierte seine Forschungsergebnisse oder theoretischen Überlegungen in wissenschaftlichen Zeitschriften und Sammelbänden. Von 1970 bis 2003 war Auth Mitarbeiter im Redaktionsteam der internationalen Fachzeitschriften aus der Reihe physica status solidi.
Von 1981 bis 1990 war Auth für die SED Mitglied der Berliner Stadtverordnetenversammlung. Nach der Wende und der Schließung der Akademie der Wissenschaften der DDR wurde er Mitglied der Leibniz-Sozietät. 1992 ging er in den Ruhestand, lebte zuletzt in Rangsdorf bei Berlin und verstarb 2011 in Ludwigsfelde.

## Ehrungen
- 1974 Nationalpreis der DDR III. Klasse für Wissenschaft und Technik
- 1984 Vaterländischer Verdienstorden in Gold

## Veröffentlichungen (Auswahl)
– chronologisch –
- Physik der Halbleiter (in dt. Sprache hrsg. von Joachim Auth. Autor: A. F. Joffé), übers. aus d. Russ. v. E. Gilde, Berlin. Akademie Verlag. 1958.
- Probleme der Festkörperelektronik in mehreren Bänden (Mitautor: Joachim Auth), VEB Verlag Technik, 1969.
- Photoelektrische Erscheinungen. (Zusammen mit D. Genzow und K.H. Herrmann), Braunschweig, Vieweg, 1977, ISBN 3-528-06821-3.[2]
- Hans-Jürgen Treder und die Humboldt-Universität zu Berlin (Aufsatz).
- Ausgewählte physikalische Probleme der Halbleitertechnik. Berlin, Akademie-Verlag, 1978.
- 30 Jahre DDR – 30 Jahre erfolgreiche Entwicklung der Physik in der DDR: Vortrag zum Festkolloquium, Berlin, 1980.
- Fortschritte der Halbleitermeßtechnik und die Mikroelektronik. Berlin, Akademie-Verlag, 1990, ISBN 3-05-500831-6.
- Der Transistor, das Wiegenkind der Mikroelektronik (Aufsatz).
- Beherrschen wir die Dialektik? (Spectrum Standpunkt) (Aufsatz).
- Zur Eröffnung der Deutschen Akademie der Wissenschaften 1946 / Das Institut für Festkörperphysik: (Vorträge), 1996.
- Vjaceslav V. Stepanov, Joachim Auth, Dieter Bebel, Herbert Friedrich: Lehrbuch der Differentialgleichungen.
- Gustav Magnus zur Erinnerung; Vorträge in der Leibniz-Sozietät, 2002.[5]
- Das physikalisch Machbare oder das ökonomisch Sinnvolle? (Aufsatz).
- Joachim Auth, Ernst Buschmann und Rainer Burghardt: Wissenschaftliches Kolloquium zum 75. Geburtstag von Hans-Jürgen Treder (Taschenbuch); trafo-Verlag, 2004, ISBN 3-89626-462-1.
- Würdigung der Leibniz Sozietät zum 100. Geburtstag von Robert Rompe.[6]
- Manfred von Ardenne, Gerhard Musiol und Siegfried Reball (Hrsg.): Effekte der Physik,
 Hier Sachgebiet III: Halbleitereffekte. VEB Deutscher Verlag der Wissenschaften, Berlin, 1989; Nachauflage: Verlag Harri Deutsch, Thun und Frankfurt am Main.[7]
- Publikationsliste bei der Berlin-Brandenburgischen Akademie der Wissenschaften[8]